# Ptychobela nodulosa
Ptychobela nodulosa é uma espécie de gastrópode do gênero Ptychobela, pertencente a família Pseudomelatomidae.